# Mike Boyette
Michael Bowyer, meglio conosciuto con il ring name di Mike "The California Hippie" Boyette (Tucson, 24 aprile 1943 – Alabama, 6 dicembre 2012), è stato un wrestler statunitense.

## Carriera
Nativo di Tucson, in gioventù fu campione in judo durante la sua permanenza nella United States Marine Corps. Si conquistò addirittura un posto ai Giochi olimpici di Tokyo 1964, ma un grave infortunio alla gamba lo costrinse a rinunciare a tale rassegna.
Nel 1966 iniziò la propria carriera nel wrestling, sotto la tutela di Eddie Sharkey e Verne Gagne. Fece quindi parte della Gulf Coast Championship Wrestling, dove raggiunse discreta popolarità. Nei primi anni ottanta ricevette un push come Grenade Boyer, un personaggio heel capace di "esplodere in qualsiasi momento". L'idea, tuttavia, non si rivelò un successo e Boyette si ritrovò ben presto relegato nel ruolo di jobber. Nel 1985 militò nella Universal Wrestling Federation, dove accumulò un totale di 197 sconfitte.

## Personaggio

### Manager
- Gorgeous George Jr.
- Jim Cornette

## Titoli e riconoscimenti
- Gulf Coast Championship Wrestling
  - NWA Gulf Coast Heavyweight Championship (4)
  - NWA Mississippi Heavyweight Championship (1)
  - NWA Gulf Coast Tag Team Championship (3) – con Bearcat Brown, Frank Dalton e Ken Lucas
  - NWA United States Tag Team Championship (8) – con Cowboy Bob Kelly, Ken Lucas, Calvin Pullins (2), Mickey Doyle (2) e The Wrestling Pro (2)
- NWA Mid-America
  - NWA Mid-America Heavyweight Championship (1)
  - City of Mobile Heavyweight Championship (2)
  - NWA Tri-State Tag Team Championship (Alabama version) (1) – con Mickey Doyle